# Арал (Кордайский район)
Арал (каз. Арал, до 2011 г. — Славное) — аул в Кордайском районе Жамбылской области Казахстана. Входит в состав Степновского сельского округа. Код КАТО — 314855500.

## Население
В 1999 году население села составляло 829 человек (419 мужчин и 410 женщин). По данным переписи 2009 года, в селе проживали 1003 человека (513 мужчин и 490 женщин).